# Lyon (lớp thiết giáp hạm)
Lớp thiết giáp hạm Lyon là một lớp thiết giáp hạm thế hệ dreadnought được Hải quân Pháp vạch kế hoạch trong Chiến tranh Thế giới thứ nhất bắt đầu từ năm 1914. Tuy nhiên việc chế tạo bị tạm ngừng do chiến tranh nổ ra, và cuối cùng bị hủy bỏ; không có chiếc nào trong lớp Lyon được đặt lườn.
Thiết kế của chúng là một phiên bản mở rộng của lớp thiết giáp hạm Normandie với thêm một tháp pháo bốn nòng 340 mm. Bộ Hải quân Pháp dự định trang bị kiểu pháo 380 mm (15 inch) để theo kịp những thiết giáp hạm đương thời của các nước khác, nhưng đã không thể thiết kế kịp thời gian. Hệ thống động lực của nó cũng tương tự như của lớp Normandie, bao gồm cả turbine hơi nước dành cho tốc độ và động cơ hơi nước ba buồng bành trướng để di chuyển đường trường.
Bốn chiếc đã được lên kế hoạch và việc đặt hàng được dự định vào năm 1915. Tuy nhiên, đơn đặt hàng bị tạm ngưng do chiến tranh nổ ra vào tháng 8 năm 1914 và cuối cùng bị hủy bỏ. Bốn chiếc dự định chế tạo bao gồm:
- Lyon, dự định đóng tại AC de la Loire, St Nazaire
- Duquesne, dự định đóng tại Xưởng vũ khí Brest)
- Lille, dự định đóng tại FC de la Meditarranee, La Seyne
- Tourville, dự định đóng tại Xưởng vũ khí Lorient